# Drapeau et armoiries de Malaga
Le drapeau et les armoiries de Malaga, de municipalité à la Province de Malaga de la Communauté autonome d'Andalousie, sont ses emblèmes officiels de la commune et de la ville de Malaga.

## Drapeau

Drapeau de Malaga

Le drapeau de Malaga est le drapeau local et le pavillon de la municipalité à l comunité d'Andalousie. Dans sa version la plus récente, il est composé d'un rectangle divisé en deux bandes verticales de taille identique, de couleur vert et violet, avec les armoiries de l'État en son centre. Il a été adopté le 28 avril 2017.

## Armoires

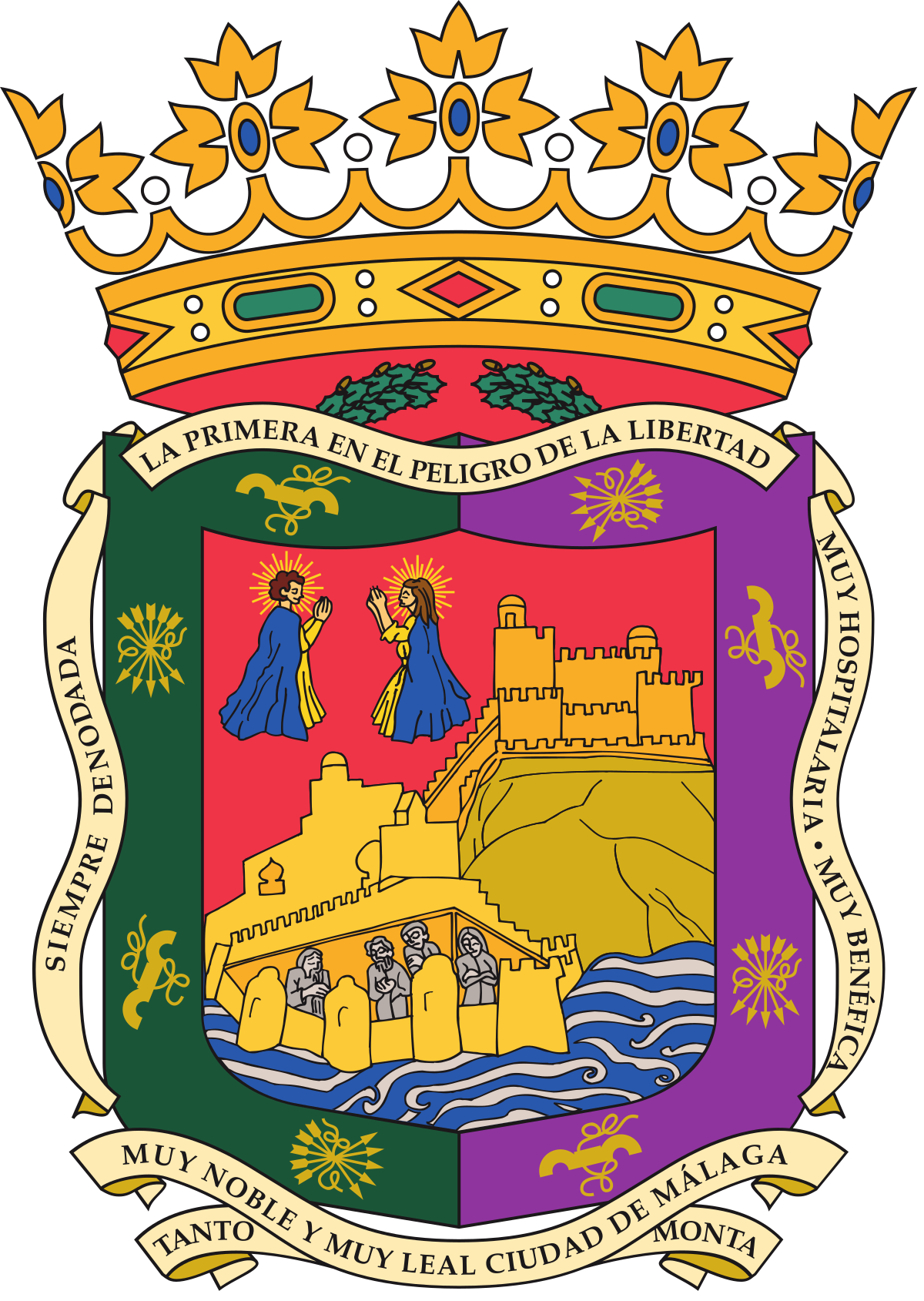
Armoires de Malaga.

Dans un champ de gueules (rouge), quelques rochers sommés d'une ville accompagnés d'un port en contrebas, au naturel, le tout sur des vagues d'argent et d'azur de mer ; Dans le canton droit du chef, les patrons se faisant face, aux couleurs naturelles, aux reflets dorés, avec un manteau azur et une tunique d'or, ainsi que le collier de Sainte Paule. Bordure divisée en sinople (vert) et violet, chargée de quatre faisceaux de cinq flèches retenus par un joug, le tout d'argent, et d'une branche du même métal (couleur), en alternance.
Le cimier, couronne royale espagnole, ouverte et sans diadème, est un cercle d'or, serti de pierres précieuses, composé de huit fleurons de feuilles d'acanthe, cinq visibles, entrecoupés de perles. De plus, la couronne royale a la même forme que l'ancienne couronne royale. Son utilisation peut être constatée dans l'emploi qui lui a été donné au XVIe siècle, il est également utilisé assez fréquemment dans l'héraldique des entités territoriales plus petites, des municipalités et des provinces et est très similaire à celui attribué aux infants d'Espagne.

### Armoiries historiques

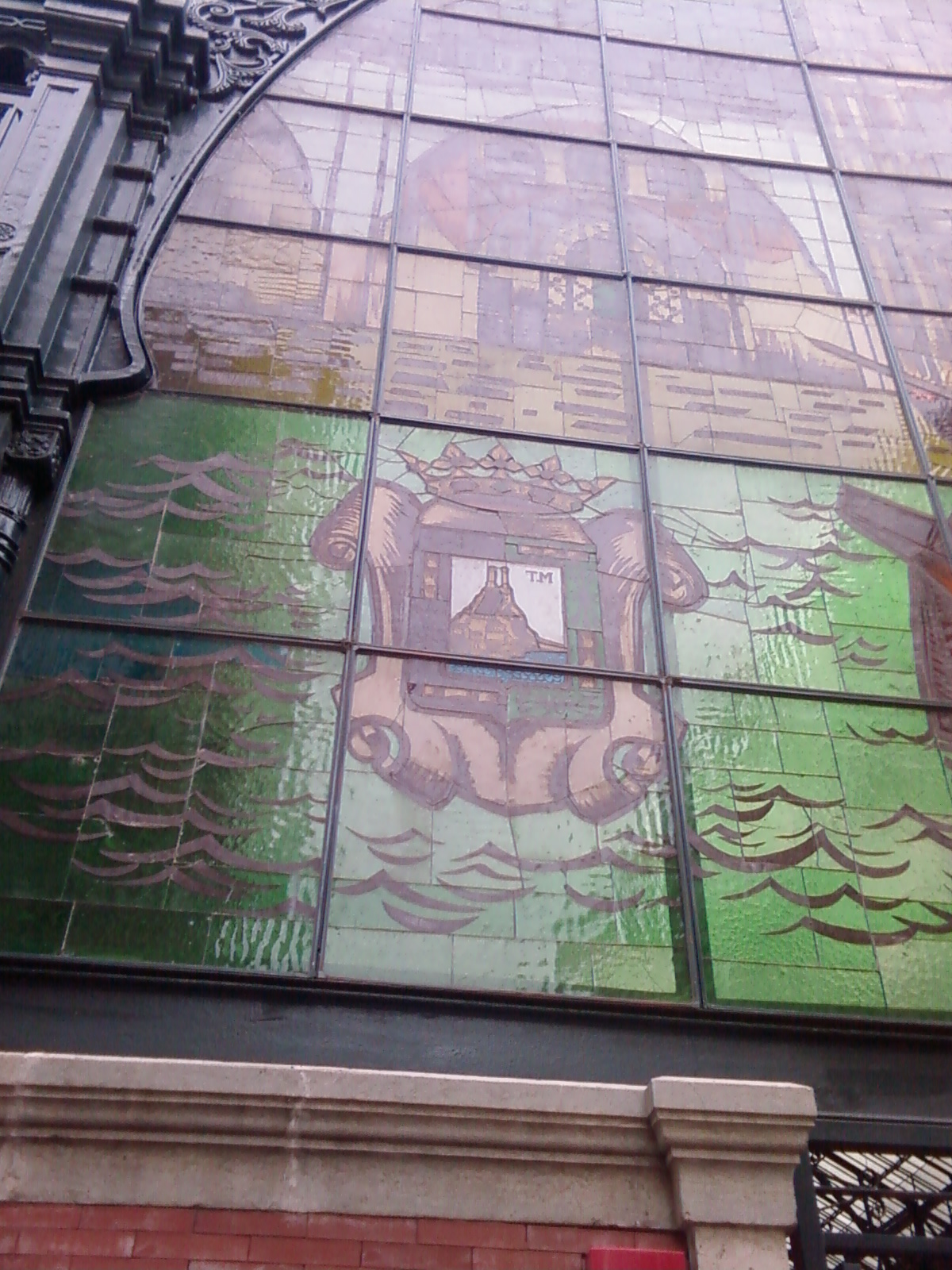
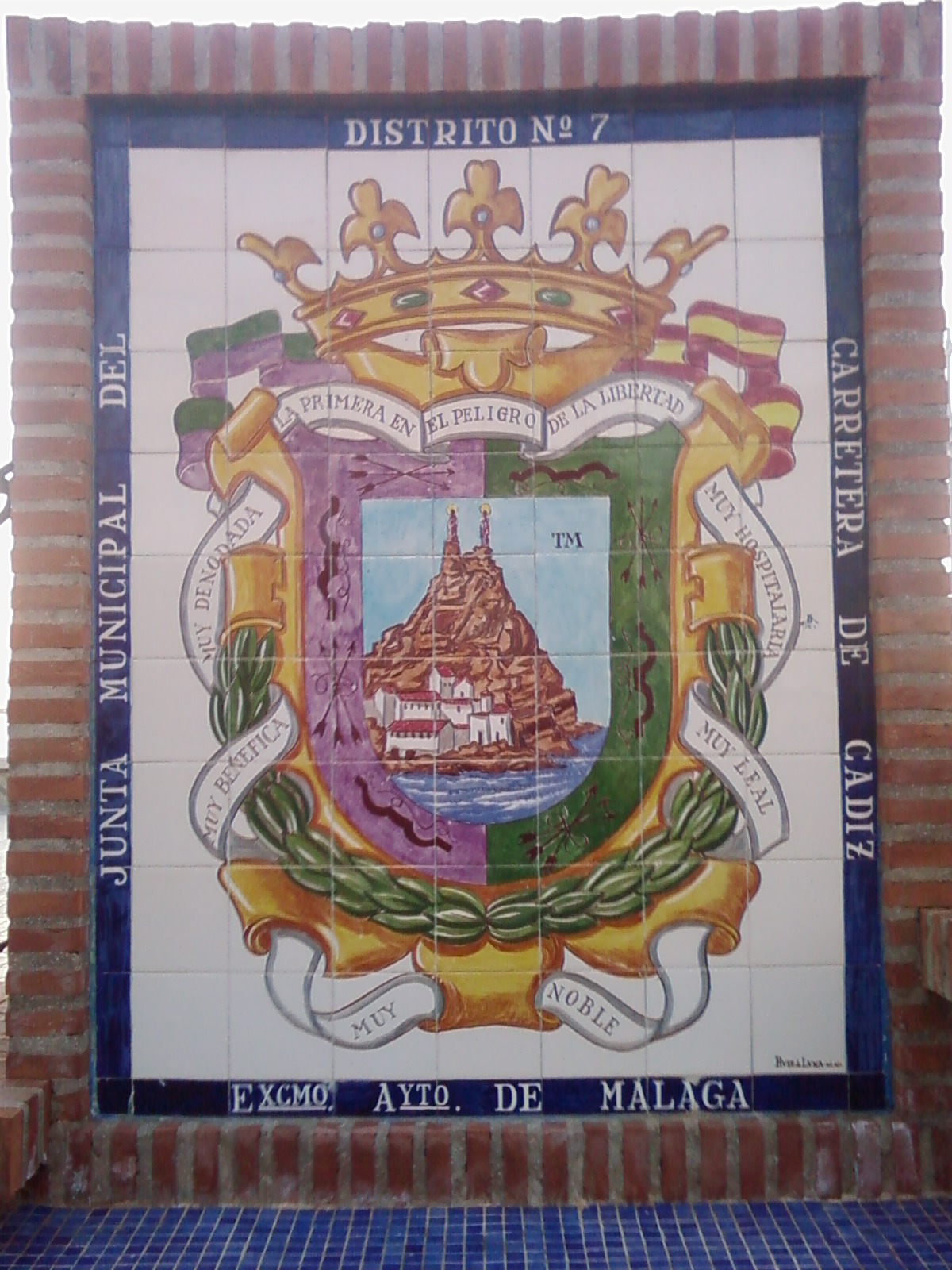
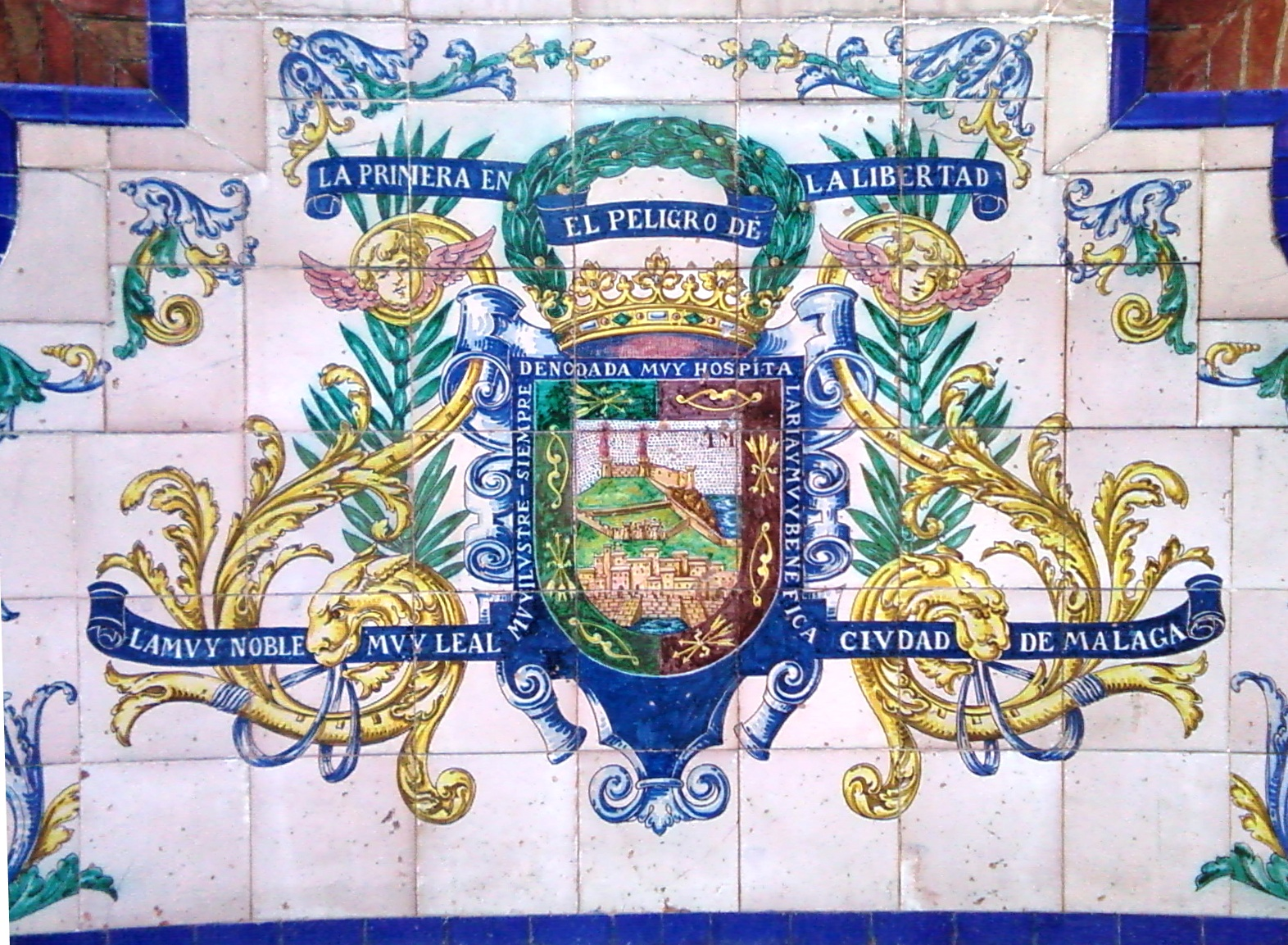
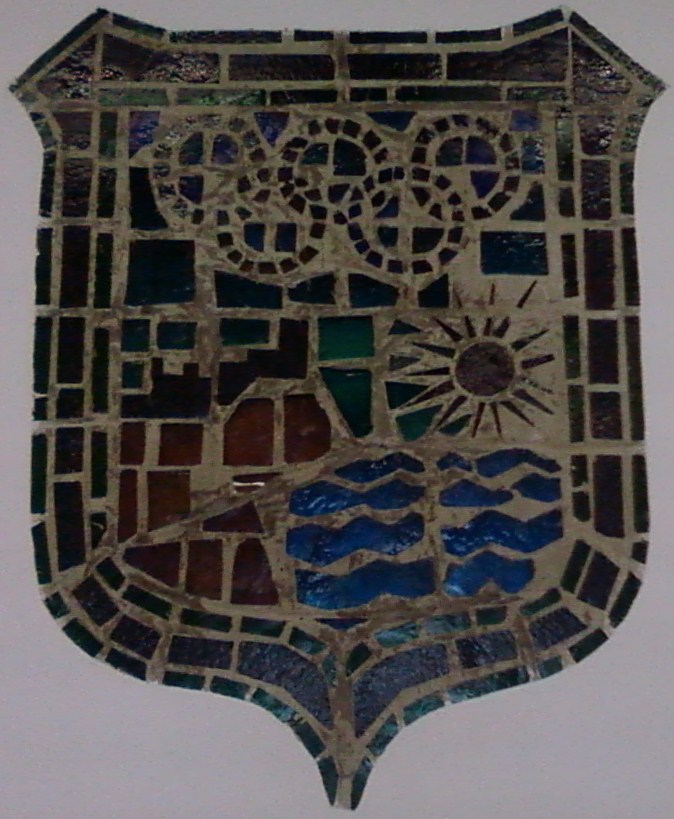
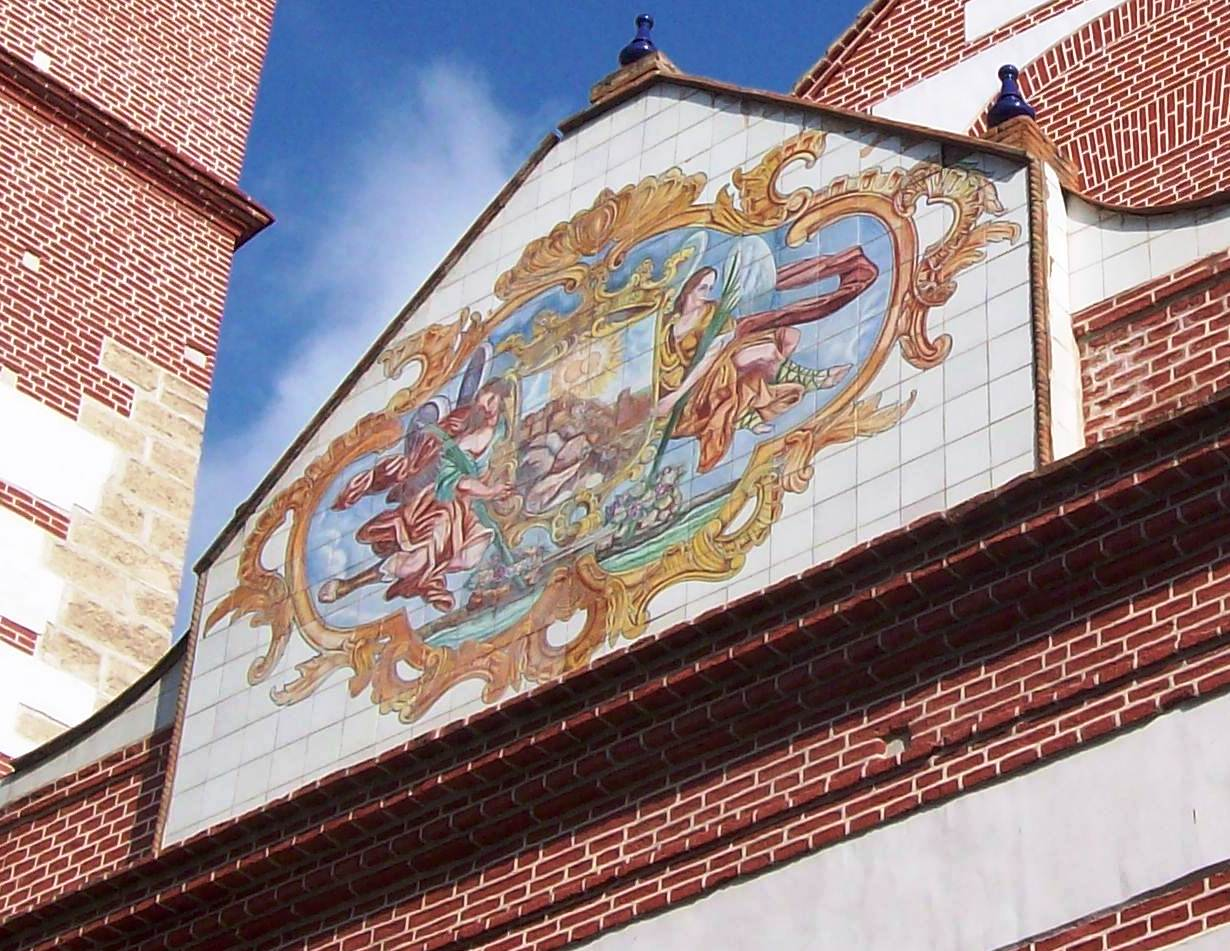
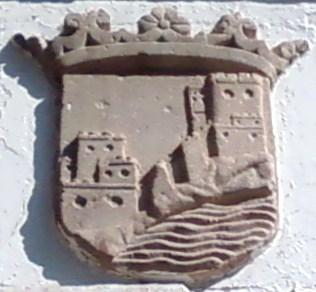
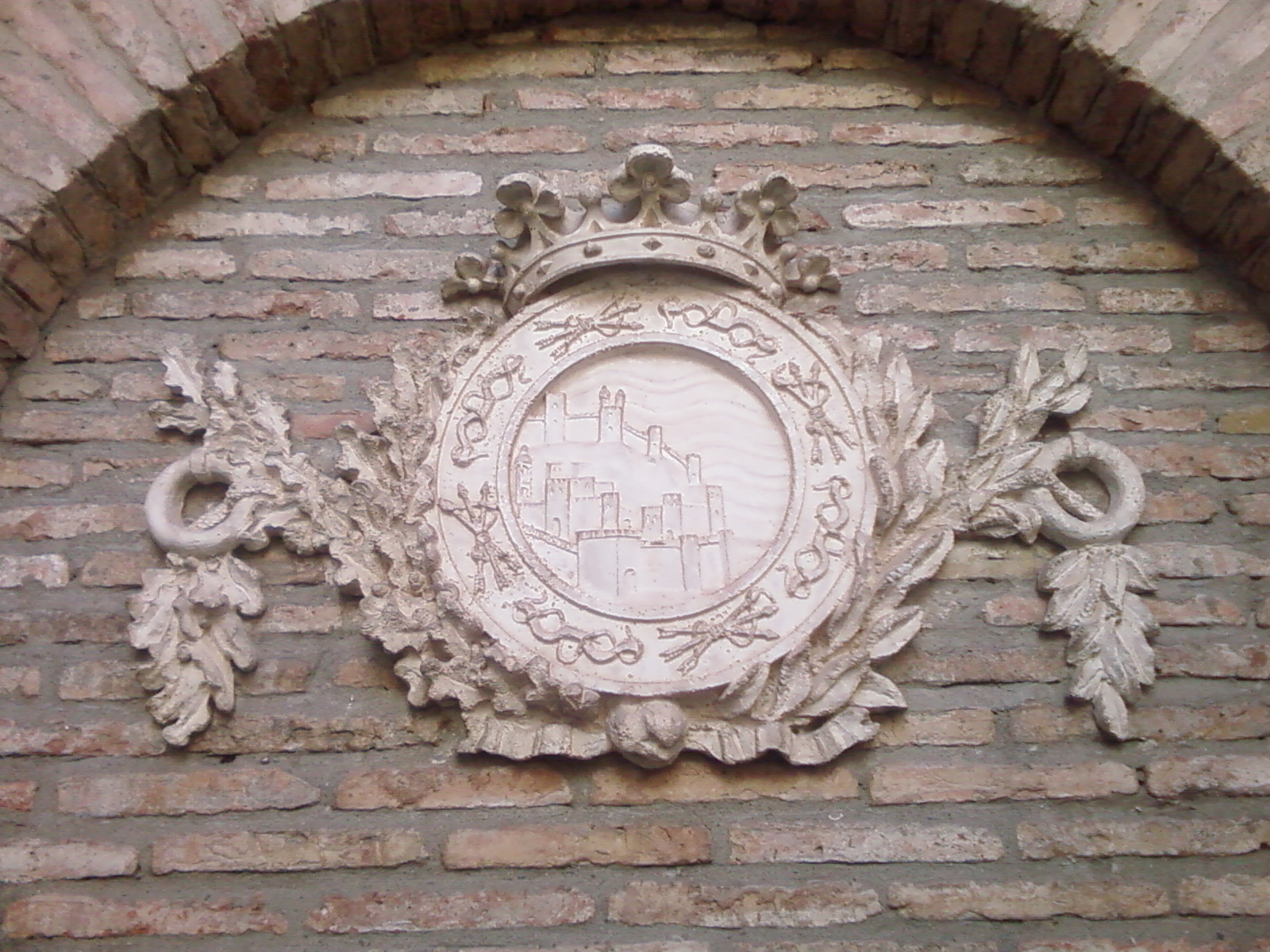